# Matke
Matke este o localitate din comuna Prebold, Slovenia, cu o populație de 347 de locuitori.